# Isländische Eishockeyliga 2001/02
Die Saison 2001/02 war die elfte Spielzeit der isländischen Eishockeyliga, der höchsten isländischen Eishockeyspielklasse. Meister wurde zum insgesamt neunten Mal in der Vereinsgeschichte Skautafélag Akureyrar.

## Modus
In der Hauptrunde absolvierten die drei Mannschaften jeweils zwölf Spiele. Die beiden bestplatzierten Mannschaften qualifizierten sich für das Meisterschaftsfinale. Für einen Sieg erhielt jede Mannschaft zwei Punkte, bei einem Unentschieden gab es einen Punkt und bei einer Niederlage null Punkte.

## Hauptrunde

### Tabelle
|    | Klub                         | Sp | S  | U | N  | Tore    | Punkte |
| -- | ---------------------------- | -- | -- | - | -- | ------- | ------ |
| 1. | Skautafélag Akureyrar        | 12 | 11 | 0 | 1  | 107:039 | 22     |
| 2. | Skautafélag Reykjavíkur      | 12 | 6  | 0 | 6  | 057:063 | 12     |
| 3. | Ísknattleiksfélagið Björninn | 12 | 1  | 0 | 11 | 041:103 | 2      |

Sp = Spiele, S = Siege, U = unentschieden, N = Niederlagen, OTS = Overtime-Siege, OTN = Overtime-Niederlage, SOS = Penalty-Siege, SON = Penalty-Niederlage

## Finale
- Skautafélag Akureyrar – Skautafélag Reykjavíkur 29:6 (Addition der drei Finalspiele)